# 300 г. пр.н.е.
300 година преди новата ера (пр.н.е.) е година от доюлианския (Помпилийски) римски календар. Това е първата година от 3 век пр.н.е..

## Събития

### В Гърция
- Тиранът на Сиракуза Агатокъл зaвзема Коркира. Той се жени за Теоксена, която е дъщеря или доведена дъщеря на Птолемей I.[1]

### В Египет
- Птолемей I сключва съюз с Лизимах.[1]
- Магас е пратен да управлява Кирена.[1]

### В империята на Селевкидите
- Селевк I Никатор и Деметрий I Полиоркет сключват съюз.[1]
- Основани са градовете Антиохия и Селевкия Пиерия.[1]

### В Римската република
- Консули са Марк Валерий Корв (за V път) и Квинт Апулей Панза.
- След плебисцит (Lex Ogulnia), плебеите са допуснати до разширените колегии на авгурите и понтифиците (жреци).[2][3]
- Римляните атакуват и обсаждат Неквинум.[2][3]